# Syl Apps

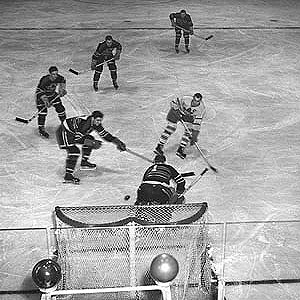
Syl Apps, i vit tröja, mot Chicago Black Hawks.

Charles Joseph Sylvanus Apps, född 18 januari 1915 i Paris, Ontario, död 24 december 1998 i Kingston, Ontario, var en kanadensisk professionell ishockeyspelare. Syl Apps spelade 10 säsonger i NHL för Toronto Maple Leafs mellan åren 1936 och 1948. 

## Karriär
Syl Apps vann Calder Trophy som årets nykomling i NHL säsongen 1936–37 efter att ha gjort 45 poäng på 48 matcher. Säsongerna 1937–38, 1940–41 och 1942–43 spelade han in sig i NHL First All-Star Team.
Apps var Toronto Maple Leafs lagkapten under sex säsonger, från 1940–1943 samt 1945–1948. Med Apps som lagkapten vann Maple Leafs tre Stanley Cup; 1942, 1947 och 1948.
Syl Apps son Sylvanus Marshall Apps spelade även han i NHL åren 1970–1980 för New York Rangers, Pittsburgh Penguins och Los Angeles Kings.

## Statistik

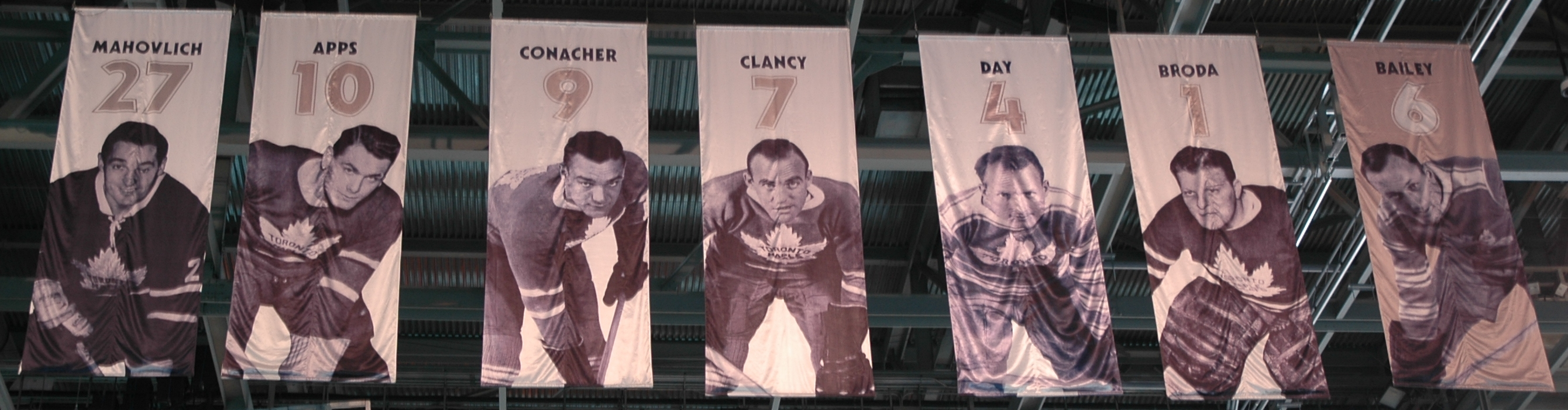
Syl Apps #10 i taket i Air Canada Centre, Toronto.

| 1930–31    | Paris Green         | OHA-Jr.    | 7   | 5   | 1   | 6   | 0  | —  | —  | —  | —  | — |
| 1935–36    | Hamilton Tigers     | OHA-Sr.    | 19  | 22  | 16  | 38  | 10 | 9  | 12 | 7  | 19 | 4 |
| 1935–36    | Toronto Dominions   | OHA-Sr.    | 1   | 0   | 1   | 1   | 0  | —  | —  | —  | —  | — |
| 1935–36    | Hamilton Tigers     | Allan Cup  | —   | —   | —   | —   | —  | 4  | 5  | 4  | 9  | 2 |
| 1936–37    | Toronto Maple Leafs | NHL        | 48  | 16  | 29  | 45  | 10 | 2  | 0  | 1  | 1  | 0 |
| 1937–38    | Toronto Maple Leafs | NHL        | 47  | 21  | 29  | 50  | 9  | 7  | 1  | 4  | 5  | 0 |
| 1938–39    | Toronto Maple Leafs | NHL        | 44  | 15  | 25  | 40  | 4  | 10 | 2  | 6  | 8  | 2 |
| 1939–40    | Toronto Maple Leafs | NHL        | 27  | 13  | 17  | 30  | 5  | 10 | 5  | 2  | 7  | 2 |
| 1940–41    | Toronto Maple Leafs | NHL        | 41  | 20  | 24  | 44  | 6  | 5  | 3  | 2  | 5  | 2 |
| 1941–42    | Toronto Maple Leafs | NHL        | 38  | 18  | 23  | 41  | 0  | 13 | 5  | 9  | 14 | 2 |
| 1942–43    | Toronto Maple Leafs | NHL        | 29  | 23  | 17  | 40  | 2  | —  | —  | —  | —  | — |
| 1945–46    | Toronto Maple Leafs | NHL        | 40  | 24  | 16  | 40  | 2  | —  | —  | —  | —  | — |
| 1946–47    | Toronto Maple Leafs | NHL        | 54  | 25  | 24  | 49  | 6  | 11 | 5  | 1  | 6  | 0 |
| 1947–48    | Toronto Maple Leafs | NHL        | 55  | 26  | 27  | 53  | 12 | 9  | 4  | 4  | 8  | 0 |
| NHL totalt | NHL totalt          | NHL totalt | 423 | 201 | 231 | 432 | 56 | 67 | 25 | 29 | 54 | 8 |

## Meriter
- First All-Star Team — 1938–39 och 1941–42
- Second All-Star Team – 1937–38, 1940–41 och 1942–43
- Calder Trophy – 1936–37
- Lady Byng Memorial Trophy – 1941–42
- Stanley Cup – 1942, 1947 och 1948
- Invald i Hockey Hall of Fame 1961